# John Steiner (színművész)
John Steiner (Chester, Cheshire, Egyesült Királyság, 1941. január 7. – La Quinta, Kalifornia, 2022. július 31.) angol színész. Legismertebb szerepeit olasz filmekben alakította.

## Életpályája

Longinus szerepében a Caligula című filmben

Joan Winifred (Dutton) és Ernest Rudolf Steiner fiaként született 1962-ben végzett a Royal Academy of Dramatic Arton mint színész, de csak1965-ben kezdett el filmezni. Kisebb szerepeket kapott olyan brit produkciókban mint a Jean-Paul Marat üldöztetése és meggyilkolása, ahogy a charentoni elmegyógyintézet színjátszói előadják De Sade úr betanításában, a Bájkeverő (1967) és az A munka megszállottja (1968).  A nagy áttörést Lucio Fulci 1972-es filmjében, a Fehér Agyarban eljátszott ravasz, manipulatív ingatlanmágnás, Beauty Smith szerepe hozta meg számára. A szerepet a film folytatásában, az 1974-ben bemutatott Fehér Agyar visszatérben is eljátszotta. Egy évvel később ismét dolgozott együtt Fulcival: az Il cav. Costante Nicosia demoniaco, ovvero: Dracula in Brianza című vígjátékban Dragalescu grófot alakította, aki ebben a műben Drakula gróf kifigurázott egyszerre vicces és rémisztő alakja volt. Előbbieken kívül is sokat dolgozott Olaszországban, ahol a legvitatottabb szórakoztatóipari produkcióiban is részt vett, így elfogadta egy náci tiszt szerepét Rino Di Silvestro Le deportate della sezione speciale SS című filmjében (1976), ahol mindössze egy sort kapott, de ez az alakítás előrevetítette sorsát egy újabb hasonló szerepre Tinto Brass Kitty szalon című filmjében (szintén 1976). Később, 1979-ben leszerződött a Caligula forgatására, ahol kiemelkedő szerepet kapott, amikor az őrült római császár, Caligula (akit Malcolm McDowell játszott) kopasz, sovány, förtelmes külsejű kincstárnokát és pénzügyi tanácsadóját, Longinust alakította.
Még a Caligula előtt Paolo Cavara 1976-os "E tanta paura" című thrillerében nyújtott dicséretes alakítást, melyet a Schock követett 1977-ben. Ez utóbbit Mario Bava rendezte. Bava utolsó mozifilmjének főszerepében változatosságot jelentett Steiner számára, hogy egy szimpatikus pilótát és családapát alakított Daria Nicolodi oldalán. Ezt követően visszatért a magas és fenyegető külsejű gonosztevő szerepekhez, amelyek közül az egyikre akkor került sor, amikor Dario Argento felkérte, hogy a különc olasz filmújságíró, Christiano Berti szerepében tűnjön fel a Tenebre (1982) című filmben, amely Steiner leghíresebb filmes munkája maradt, és amelyben a film közepén egy fejszével a fejére mért baltával a legemlékezetesebb véget érte.
Az olasz filmművészet hanyatlásával szerepei olasz és nyugatnémet produkciókban nem voltak többek rövid epizódszerepeknél. Ezek közül említésre méltó Simon Magnes alakítása az 1985-ös A.D. című televíziós minisorozatban. Az 1990-es évek elejére felhagyott a színészi pályával, feleségével és akkor tizenéves fiával az Egyesült Államokba, ott a kaliforniai Los Angelesbe költözött, ahol 1993-től sikeres ingatlanügynökként dolgozott Beverly Hillsben. Folyékonyan beszélt olaszul, németül, franciául és angolul.
2022. július 31-én Palm Springsben autóbalesetet szenvedett, amelynek következtében elhunyt.

## Válogatott filmográfia

### Tévésorozatok
| Bemutató | Cím       | Magyar cím          | Szerep     | Magyar hang | Epizódszám |
| 1988     | Big Man   | Az óriási nyomozó   | Zebra      |             | 1          |
| 1967     | The Saint | Az Angyal kalandjai | Grey Wyler |             | 1          |

### Minisorozatok
| Bemutató | Cím                | Magyar cím               | Szerep            | Magyar hang | Rendező       |
| 1990     | A Season of Giants | Michelangelo             | Riario kardinális |             | Jerry London  |
| 1985     | A.D.               | magyarul nem mutatták be | Simon, a mágus    |             | Stuart Cooper |

### Mozifilmek
| Bemutató | Cím                                                            | Magyar cím | Szerep                       | Magyar hang | Rendező                           |
| 1991     | Paprika                                                        | Paprika | Ascanio Del Bardo herceg     |             | Tinto Brass                       |
| 1989     | Gioco al massacro                                              | Egy ember képmása | Danilo                       |             | Damiano Damiani                   |
| 1989     | Sinbad of the Seven Seas                                       | Szindbád, hét tenger vándora | Jaffar                       |             | Enzo G. Castellari                |
| 1988     | La notte degli squali                                          | A cápák éjszakája | Rosentski                    |             | Tonino Ricci                      |
| 1986     | Lone Runner                                                    | A sivatag lovagja | Skorm                        |             | Ruggero Deodato                   |
| 1985     | The Berlin Affair                                              | Tiltott szenvedélyek | Oskar Engelhart              |             | Liliana Cavani                    |
| 1985     | Kommando Leopard                                               | Leopárd kommandó | Smithy                       |             | Antonio Margheriti                |
| 1984     | Inferno in diretta                                             | Szállj el messze | Vlado                        |             | Ruggero Deodato                   |
| 1984     | I sopravvissuti della città morta                              | A Napisten bárkája Túlélők a halál városában                                                                                    | Lord Dean                    |             | Antonio Margheriti                |
| 1982     | Tenebre                                                        | magyarul nem mutatták be | Christiano Berti             |             | Dario Argento                     |
| 1982     | I cacciatori del cobra d'oro                                   | Az arany kobra elrablói | David Franks kapitány        |             | Antonio Margheriti                |
| 1981     | The Salamander                                                 | A gyilkos szalamandra | Roditi kapitány              |             | Peter Zinner                      |
| 1980     | L'ultimo cacciatore                                            | Vietnam pokla Az apokalipszis lovasai                                                                                           | William Cash őrnagy          |             | Antonio Margheriti                |
| 1979     | Caligola                                                       | Caligula | Longinus                     |             | Tinto Brass                       |
| 1977     | Goodbye & Amen                                                 | Goodbye és ámen | Donald Grayson               |             | Damiano Damiani                   |
| 1977     | Mannaja                                                        | magyarul nem mutatták be | Valler                       |             | Sergio Martino                    |
| 1977     | Schock                                                         | magyarul nem mutatták be | Bruno Baldini                |             | Mario Bava                        |
| 1976     | Salon Kitty                                                    | Kitty szalon | Biondo                       |             | Tinto Brass                       |
| 1975     | Il cav. Costante Nicosia demoniaco, ovvero: Dracula in Brianza | magyarul nem mutatták be | Dragulescu gróf              |             | Lucio Fulci                       |
| 1974     | Il ritorno di Zanna Bianca                                     | Fehér Agyar visszatér | Beauty Smith / Charles Forth |             | Lucio Fulci                       |
| 1973     | Zanna Bianca                                                   | Fehér Agyar | Charles „Beauty” Smith       |             | Lucio Fulci                       |
| 1973     | Rappresaglia                                                   | Megtorlás | Dollmann ezredes             |             | George P. Cosmatos                |
| 1971     | L'istruttoria è chiusa: dimentichi                             | A vizsgálat lezárult, felejtse el!                                                                                              | Biro                         |             | Damiano Damiani                   |
| 1969     | 12 + 1                                                         | 12+1 | Stanley Duncan               |             | Nicolas Gessner Luciano Lucignani |
| 1969     | Tepepa                                                         | Tepepa Tepepa, a hős bitang Tepepa legendája                                                                                    | Henry Price doktor           |             | Giulio Petroni                    |
| 1968     | Work Is a Four Letter Word                                     | A munka megszállottja | Anthony                      |             | Peter Hall                        |
| 1967     | Marat/Sade                                                     | Jean-Paul Marat üldöztetése és meggyilkolása, ahogy a charentoni elmegyógyintézet színjátszói előadják De Sade úr betanításában | Monsieur Dupere              |             | Peter Brook                       |